# 梁兆玉
梁兆玉（英語：Zoey Leung，2000年—），香港學生，就讀浸大經濟學系，香港浸會大學第五十二屆學生會副會長。梁兆玉在2019年積極參與「反送中」運動，並因而遭受恐嚇。

## 生平

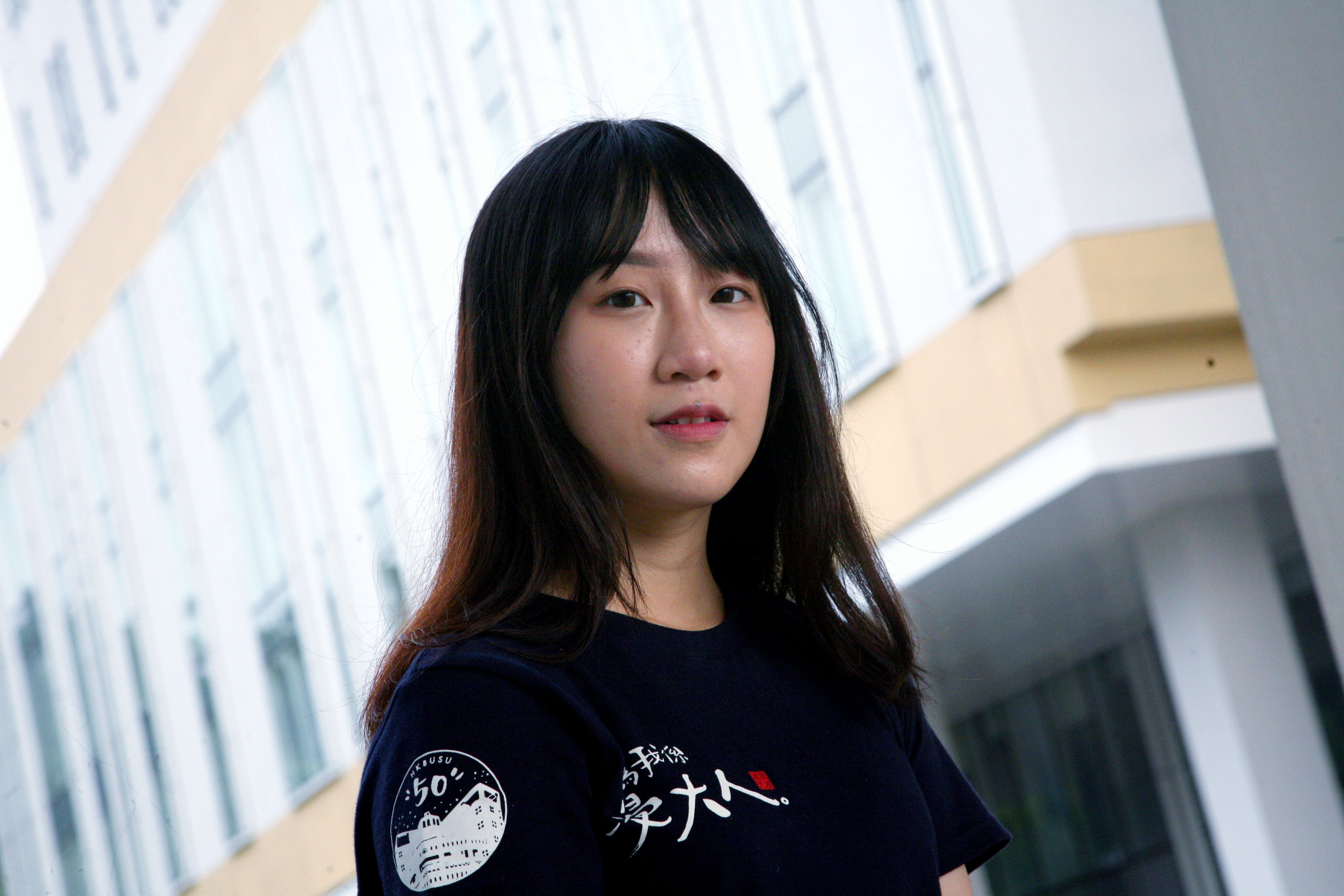
梁兆玉在香港浸會大學

中學畢業後，梁兆玉的文憑試成績可考入香港中文大學，但她選擇入讀香港浸會大學，因她認為浸大的博雅教育及人文氣息值得欣賞，另外普通話畢業門檻令學生受害，情況急需解決，而決定挺身而出，就讀浸大。
2019年，梁兆玉當選成為香港浸會大學學生會外務副會長，並致力投身社會運動。
畢業後梁兆玉想成為一名教師，作育英才，並教育下一代正確的價值觀以及民主、自由等珍貴的普世價值。

## 經歷

### 遭死亡恐嚇

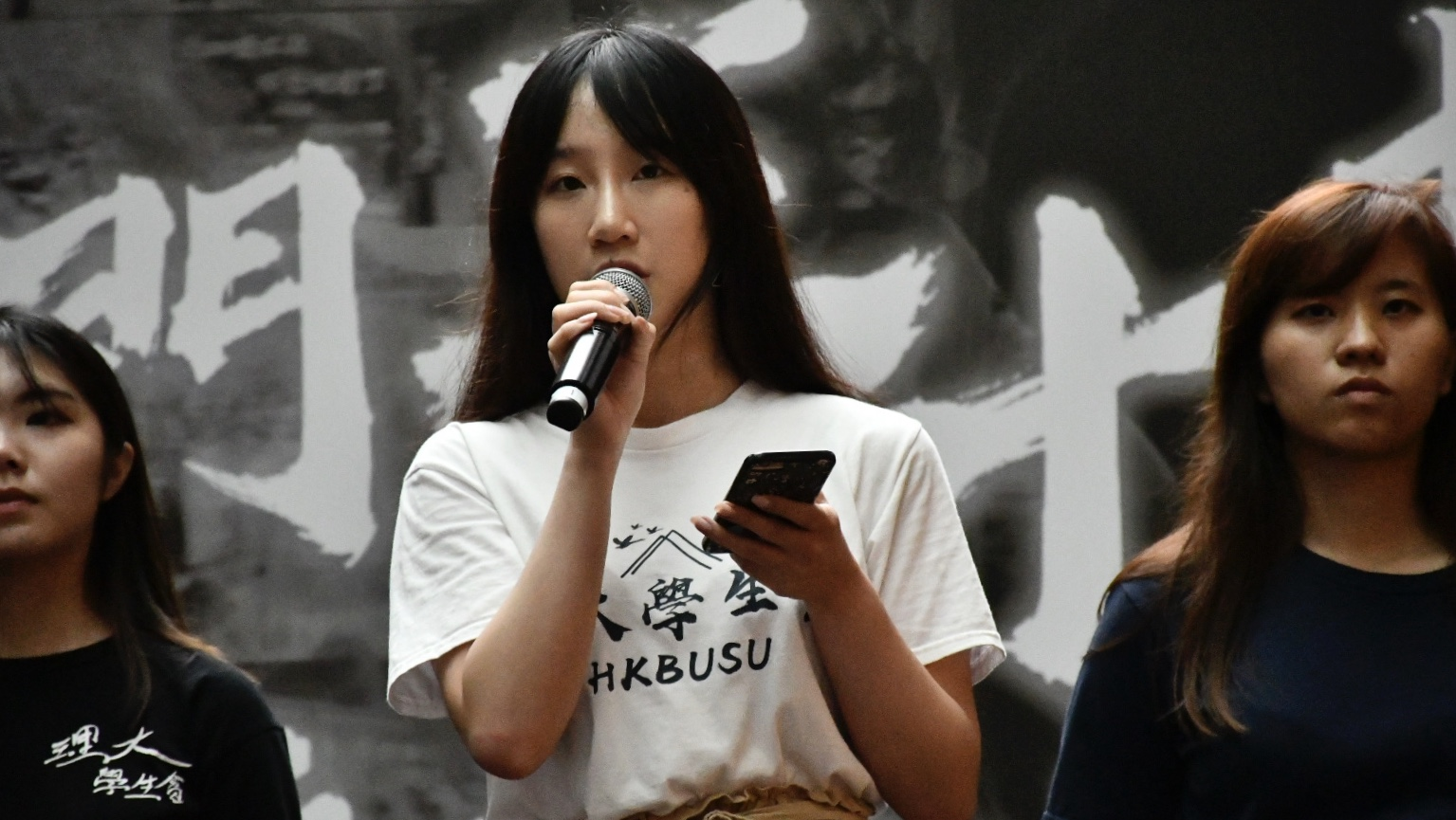
香港浸會大學學生會外務副幹事長梁兆玉在大專學界聯校六四論壇台上發言，反對政府表決逃犯條例修訂草案（2019年6月）

2019年8月，梁兆玉收到恐嚇訊息，內容披露其父母姓名及住所地址，並寫道「梁兆玉做任何事之前一定要三思而後行」。此外，她住所附近亦有單張貼上她的相片，並且寫著「再將港害，把你輪迴，忠言逆耳，後果自負」。面對恐嚇，梁兆玉表示，她不會因而滅聲。